# Anserimim
Anserimim (Anserimimus planinychus) – wszystkożerny, dwunożny teropod z rodziny ornitomimów (Ornithomimidae). Teropod spokrewniony z gallimimem.
Jego nazwa znaczy imitujący gęś, udający gęś.
Żył w późnej kredzie (ok. 83-65 mln lat temu) na terenach centralnej Azji. Długość ciała ok. 3-3,5 m, wysokość ok. 1,8 m, masa ok. 60 kg. Jego szczątki znaleziono w Mongolii.
Był dinozaurem strusiokształtnym. Na przednich kończynach miał pazury, które prawdopodobnie ułatwiały mu poszukiwanie pożywienia w ziemi.